# Свибје
Свибје је насељено место у саставу општине Ругвица у Загребачкој жупанији, Хрватска. До територијалне реорганизације у Хрватској налазило се у саставу бивше велике општине Дуго Село.

## Становништво
На попису становништва 2011. године, Свибје је имало 498 становника.

## Попис1991.
На попису становништва 1991. године, насељено место Свибје је имало 249 становника, следећег националног састава:
| Попис 1991.‍ | Попис 1991.‍ | Попис 1991.‍ | Попис 1991.‍ | Попис 1991.‍ |
| ----------- | ----------- | ----------- | ----------- | ----------- |
|             |             |             |             |             |
| Хрвати      | Хрвати      |             | 217         | 87,14%      |
| Срби        | Срби        |             | 20          | 8,03%       |
| Југословени | Југословени |             | 5           | 2,00%       |
| Муслимани   | Муслимани   |             | 4           | 1,60%       |
| Албанци     | Албанци     |             | 1           | 0,40%       |
| Црногорци   | Црногорци   |             | 1           | 0,40%       |
| непознато   | непознато   |             | 1           | 0,40%       |
| укупно: 249 |             |             |             |             |